# Dani Vivian
Daniel Vivian Moreno, noto semplicemente come Dani Vivian (Vitoria, 5 luglio 1999), è un calciatore spagnolo di origine basca, difensore dell'Athletic Bilbao e della nazionale spagnola.

## Caratteristiche tecniche
È un difensore centrale molto abile nel gioco aereo ed è dotato di ottima forza e forma fisica.

## Carriera

### Club
Cresciuto nel settore giovanile dell'Athletic Bilbao, dal 2017 al 2020 milita nella seconda squadra collezionando 48 presenze in Segunda División B; nel 2020, dopo avere rinnovato il proprio contratto coi baschi, viene prestato al Mirandés con cui debutta fra i professionisti in occasione del match di Segunda División pareggiato 0-0 contro l'Alcorcón.
Al termine della stagione viene richiamato dall'Athletic Club che lo conferma in prima squadra. Segna il primo gol in maglia dell'Athletic con un bel colpo di testa nella partita contro il Mallorca, vinta poi 2-0 con il gol di Iñaki Williams poco dopo.

### Nazionale
Il 15 marzo 2024 viene convocato per la prima volta in nazionale maggiore, con cui esordisce 7 giorni dopo nell'amichevole persa 1-0 contro la Colombia.
Il 5 giugno 2025 segna un autogol nella partita vinta per 5-4 contro la  Francia

## Statistiche

### Presenze e reti nei club
Statistiche aggiornate al 31 luglio 2021.
| Stagione        | Squadra         | Campionato      | Campionato | Campionato | Coppe nazionali | Coppe nazionali | Coppe nazionali | Coppe continentali | Coppe continentali | Coppe continentali | Altre coppe | Altre coppe | Altre coppe | Totale | Totale |
| Stagione        | Squadra         | Comp            | Pres       | Reti       | Comp            | Pres            | Reti            | Comp               | Pres               | Reti               | Comp        | Pres        | Reti        | Pres   | Reti   |
| --------------- | --------------- | --------------- | ---------- | ---------- | --------------- | --------------- | --------------- | ------------------ | ------------------ | ------------------ | ----------- | ----------- | ----------- | ------ | ------ |
| 2017-2018       | Bilbao Athletic | SDB             | 4          | 0          |                 | -               | -               |                    | -                  | -                  |             | -           | -           | 4      | 0      |
| 2018-2019       | Bilbao Athletic | SDB             | 32         | 2          |                 | -               | -               |                    | -                  | -                  |             | -           | -           | 32     | 2      |
| 2019-2020       | Bilbao Athletic | SDB             | 12         | 2          |                 | -               | -               |                    | -                  | -                  |             | -           | -           | 12     | 2      |
| 2020-2021       | Mirandés        | SD              | 32         | 2          | CR              | 0               | 0               |                    | -                  | -                  |             | -           | -           | 32     | 2      |
| 2021-2022       | Athletic Bilbao | PD              | 5          | 1          | CR              | 0               | 0               |                    | -                  | -                  |             | -           | -           | 5      | 1      |
| Totale carriera | Totale carriera | Totale carriera | 85         | 7          |                 | 0               | 0               |                    | -                  | -                  |             | -           | -           | 85     | 7      |

### Cronologia presenze e reti in nazionale
| Cronologia completa delle presenze e delle reti in nazionale ― Spagna | Cronologia completa delle presenze e delle reti in nazionale ― Spagna | Cronologia completa delle presenze e delle reti in nazionale ― Spagna | Cronologia completa delle presenze e delle reti in nazionale ― Spagna | Cronologia completa delle presenze e delle reti in nazionale ― Spagna | Cronologia completa delle presenze e delle reti in nazionale ― Spagna | Cronologia completa delle presenze e delle reti in nazionale ― Spagna | Cronologia completa delle presenze e delle reti in nazionale ― Spagna |
| Data                                                                  | Città                                                                 | In casa                                                               | Risultato                                                             | Ospiti                                                                | Competizione                                                          | Reti                                                                  | Note                                                                  |
| --------------------------------------------------------------------- | --------------------------------------------------------------------- | --------------------------------------------------------------------- | --------------------------------------------------------------------- | --------------------------------------------------------------------- | --------------------------------------------------------------------- | --------------------------------------------------------------------- | --------------------------------------------------------------------- |
| 22-3-2024                                                             | Londra                                                                | Spagna                                                                | 0 – 1                                                                 | Colombia                                                              | Amichevole                                                            | -                                                                     |                                                                       |
| 5-6-2024                                                              | Badajoz                                                               | Spagna                                                                | 5 – 0                                                                 | Andorra                                                               | Amichevole                                                            | -                                                                     |                                                                       |
| 24-6-2024                                                             | Düsseldorf                                                            | Albania                                                               | 0 – 1                                                                 | Spagna                                                                | Euro 2024 - 1º turno                                                  | -                                                                     | 90’                                                                   |
| 9-7-2024                                                              | Monaco di Baviera                                                     | Spagna                                                                | 2 – 1                                                                 | Francia                                                               | Euro 2024 - Semifinale                                                | -                                                                     | 58’                                                                   |
| 8-9-2024                                                              | Ginevra                                                               | Svizzera                                                              | 1 – 4                                                                 | Spagna                                                                | UEFA Nations League 2024-2025 - 1º turno                              | -                                                                     | 28’                                                                   |
| 12-10-2024                                                            | Murcia                                                                | Spagna                                                                | 1 – 0                                                                 | Danimarca                                                             | UEFA Nations League 2024-2025 - 1º turno                              | -                                                                     |                                                                       |
| 15-10-2024                                                            | Cordova                                                               | Spagna                                                                | 3 – 0                                                                 | Serbia                                                                | UEFA Nations League 2024-2025 - 1º turno                              | -                                                                     | 82’                                                                   |
| 15-11-2024                                                            | Copenaghen                                                            | Danimarca                                                             | 1 – 2                                                                 | Spagna                                                                | UEFA Nations League 2024-2025 - 1º turno                              | -                                                                     |                                                                       |
| 5-6-2025                                                              | Stoccarda                                                             | Spagna                                                                | 5 – 4                                                                 | Francia                                                               | UEFA Nations League 2024-2025 - Semifinale                            | -                                                                     | 77’                                                                   |
| Totale                                                                |                                                                       | Presenze                                                              | 9                                                                     |                                                                       | Reti                                                                  | 0                                                                     |                                                                       |

## Palmarès

### Club
- Coppa di Spagna: 1

Athletic Bilbao: 2023-2024

### Nazionale
- Campionato d'Europa: 1

Germania 2024